# Missionarie oblate del Sacro Cuore di Gesù e di Maria Immacolata
Le Missionarie Oblate del Sacro Cuore di Gesù e di Maria Immacolata (in francese Missionnaires Oblates du Sacré-Cœur et de Marie-Immaculée; sigla M.O.) sono un istituto religioso femminile di diritto pontificio.

## Storia

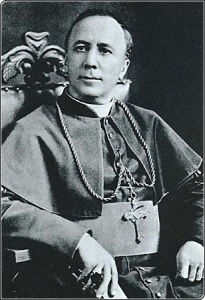
Adélard Langevin, fondatore della congregazione

La congregazione fu fondata nel 1902 da Adélard Langevin, arcivescovo di Saint-Boniface, per far fronte alla lotta ingaggiata dal 1890 dalle autorità civili del Manitoba contro le scuole cattoliche: le prime religiose furono reclutate tra quelle che avevano lasciato la Francia in seguito alla promulgazione delle leggi anticongregazioniste.
L'erezione canonica della comunità in congregazione religiosa di diritto diocesano ebbe luogo il 24 marzo 1904; l'istituto ricevette il pontificio decreto di lode il 22 luglio 1948 e l'approvazione definitiva il 6 giugno 1960.

## Attività e diffusione
Le suore si dedicano all'istruzione della gioventù.
La sede generalizia è a Winnipeg, in Canada.
Alla fine del 2015 l'istituto contava 21 religiose in 16 case.